# Savalen kunstisbane
De Savalen kunstisbane was een openlucht kunstijsbaan in de gemeente Tynset in fylke Hedmark in  Noorwegen. De baan werd geopend in 1973 als natuurijsbaan Idrettsplass Savalen, in 1989 kwam er kunstijs. Totdat Vikingskipet werd geopend was Savalen vooral vanwege zijn hoge ligging de snelste ijsbaan van Noorwegen. Door de opkomst van de overdekte banen werd Savalen minder populair als trainingsbaan. In 2009 werd de baan uiteindelijk gesloten.
Eric Heiden reed in 1978 een wereldrecord op de 1000 meter (1.14,99) en in 1979 op de 3000 meter (4.06,91).

## Grote wedstrijden
Internationale kampioenschappen
- 1995 - WK allround vrouwen

Wereldbekerwedstrijden
- 1991/1992 - Wereldbeker 5

Nationale kampioenschappen
- 1991 - NK afstanden mannen/vrouwen
- 1992 - NK allround mannen/vrouwen
- 1997 - NK afstanden mannen/vrouwen
- 2001 - NK sprint mannen/vrouwen

## Idrettsplass Savalen

### Grote wedstrijden
Wereldbekerwedstrijden
- 1987/1988 - Wereldbeker 6 mannen

### Wereldrecords
| Nr. | Discipline     | Naam        | Land             | Tijd    | Datum         |
| --- | -------------- | ----------- | ---------------- | ------- | ------------- |
| 1.  | 1000 meter (m) | Eric Heiden | Verenigde Staten | 1.14,99 | 12 maart 1978 |
| 2.  | 3000 meter (m) | Eric Heiden | Verenigde Staten | 4.06,91 | 18 maart 1979 |